# Rue du Onze-Novembre (Cannes)
Pour les articles homonymes, voir Onze-Novembre (odonyme).
La rue du Onze-Novembre est une voie de la commune française de Cannes dans le département des Alpes-Maritimes en région Provence-Alpes-Côte d'Azur.

## Situation et accès
La rue du Onze-Novembre est une rue des quartiers Carnot et Prado - République de la commune française de Cannes dans le département des Alpes-Maritimes en région Provence-Alpes-Côte d'Azur. C'est une voie urbaine de communication dont la fonction est résidentielle.

## Origine du nom
Elle porte le nom de la date de l'Armistice de 1918 qui marque la fin des combats de la Première Guerre mondiale.

## Historique
Rectiligne et très pentue, la rue est ouverte en 1889, sous le nom de rue Grollier, entre le boulevard Carnot et l'avenue du Maréchal-Gallieni. Elle est par la suite prolongée jusqu'à la rue Saint-Nicolas qu'elle traverse pour se terminer en impasse. Elle est nommée rue du Onze-Novembre par une délibération du Conseil municipal du 26 juillet 1920. Elle est complétée par une impasse du même nom en deux parties qui s'ouvre d'une part à 45 degrés à l'angle de l'avenue du Maréchal Gallieni et d'autre part après le no 27 de la même avenue.

## Bâtiments remarquables et lieux de mémoire
Au numéro 4 se trouve l'immeuble de deux étages de la « maison Carlavan » construite vers 1885 dans un style éclectique à tendance classique.
Les numéros 9 à 13 et 17 à 21 constituent le secteur urbain concerté dit « La Bisalta » comprenant les villas Chalmette, l'Armitelle, Les Grappes d'Or, Belledonne et Printania, immeubles de quatre étages construits en 1911 dans un style éclectique à tendance Art déco sur les plans de l'architecte et commanditaire Louis Cauvin. Alignés en retrait de la rue, ils sont précédés d'une cour jardin.
L'Armitelle, au numéro 13, siège de l'agence de l'architecte Cauvin, est surélevé d'un étage. L'entrée principale ouvre sur l'avenue Saint-Nicolas, au numéro 27.

### Protection du patrimoine
L'ensemble de ces édifices est inscrit à l'inventaire général du patrimoine culturel au titre du recensement du patrimoine balnéaire de Cannes.